# Proselitismo
Il proselitismo è l'opera di chi cerca di convertire o coinvolgere altri individui a una certa religione o altra dottrina. Il termine deriva dal greco pros (verso) erchomai (venire).

## Il proselitismo giudaico-cristiano
Nell'Antico Testamento, la parola "proselita" indica una persona convertita al Giudaismo.
Molti cristiani considerano il proselitismo un obbligo morale in quanto in uno degli ultimi passi del Vangelo secondo Matteo è infatti riportata l'esortazione di Gesù Cristo alla Grande Missione affinché i suoi fedeli viaggino per il mondo facendo discepoli, li battezzino e comunichino loro gli insegnamenti del Messia.
Similmente, Giovanni 1,15 afferma: "Il tempo è compiuto e il regno di Dio è vicino; convertitevi e credete nel Vangelo". L'attività del proselitismo cristiano è anche detta evangelizzazione ed è seguita dalla conversione e dal Battesimo per il perdono dei peccati. L'evangelizzazione è condizione necessaria per la salvezza.
Non tutti concordino sull'effettiva equivalenza dei due termini "proselitismo" ed "evangelizzazione": Papa Francesco, dialogando con Eugenio Scalfari, ha infatti sottolineato il carattere negativo del proselitismo affermando che è "una solenne sciocchezza" e successivamente, in una omelia, ha detto, citando anche le parole del suo predecessore Papa Benedetto XVI, che la Chiesa "non cresce per proselitismo" bensì "per attrazione" e "per testimonianza".

### Apostolato laico
Il quarto capitolo della Lumen gentium  fu il primo documento di un concilio Cristiano dedicato al tema dei laici.
Sempre nel Vaticano II, il decreto Apostolicam Actuositatem descrive la missione specifica dei laici nella Chiesa e nel mondo:
(Apostolicam Actuositatem, n. 2)
Il compito della santificazione del mondo dall'interno, impegnandosi nell’attività secolare è indicato anche in Lumen gentium (n. 31) è nella  Christifideles laici (n. 15).
L'apostolato laico esisteva già da secoli prima del Concilio Vaticano II che ne enfatizzò l'importanza e rilanciò il ruolo nella Chiesa. I laici quindi non sono chiamati alla vocazione dei religiosi, caratterizzata da una fuga dal mondo per dedicarsi (in prevalenza) alla preghiera e alla contemplazione, né a quella del sacerdozio ministeriale cui compete (in prevalenza) di santificare la Chiesa. Le realtà temporali in cui operano i laici sono la scuola, la famiglia, il lavoro, la politica, il Terzo Settore, i media e tutti gli ambiti della vita sociale.

### Evangelizzazione e proselitismo
I termini evangelizzazione e proselitismo, che si potrebbero considerare sinonimi se usati nel contesto del cristianesimo, sono in genere usati con diverse implicazioni. Mentre il termine "evangelizzazione" si riferisce a una libera "testimonianza" delle verità rivelate da Cristo, "proselitismo" viene generalmente utilizzato per indicare un atteggiamento più aggressivo, con lo scopo di "imporre" il cristianesimo in modo unilaterale (per esempio nel contesto del colonialismo o dell'insegnamento scolastico).

### Libertà di parola
Per alcuni, il diritto morale a fare proselitismo discende dalla libertà di parola. Altri lo vedono come un'ingiustificata interferenza e lo considerano scorretto e condannabile. Nathan Lerner osserva che il giudizio sul proselitismo coinvolge un conflitto fra due diritti: il diritto di esprimere liberamente le proprie opinioni e il diritto a non ricevere insegnamenti non richiesti.

## Punto di vista legale

### In Italia
Da un punto di vista legale, alcuni elementi possono essere significativi per distinguere il proselitismo "lecito" da quello "illecito":
- Tutti gli esseri umani hanno il diritto di aderire a una religione, e di cambiare religione (libertà di religione);
- hanno inoltre il diritto di professare il loro culto pubblicamente, associandosi in gruppo (libertà di culto e associazione);
- hanno il diritto di esporre ad altri le proprie convinzioni allo scopo di convincerli o influenzarli (libertà di parola).

Sulla base di questi punti, si ricava non solo la legittimità dell'evangelizzazione o del proselitismo ma anche, in negativo, l'illegittimità di un'azione che tenta di raggiungere la conversione altrui attraverso minacce, discriminazione e altri mezzi coercitivi.